# ザ・ダンサー
『ザ・ダンサー』（La Danseuse）は2016年のフランス・ベルギーの伝記映画。
ステファニー・ディ・ジュースト監督の1作目の作品で、出演はソーコとギャスパー・ウリエルなど。
19世紀末の実在の伝説的ダンサーで「モダンダンスの祖」と称されたロイ・フラーを描いている。
原作はジョヴァンニ・リスタの小説『Loïe Fuller : Danseuse de la Belle époque』。
第69回カンヌ国際映画祭の「ある視点」部門に出品された。

## ストーリー
ロイ・フラーの人生のうち、父を亡くしたことをきっかけに故郷からニューヨークに移った後、パリでダンサーとして成功し、オペラ座の舞台に立つまでを描いている。

## キャスト
- ロイ・フラー: ソーコ（フランス語版） - アメリカ人ダンサー。
- イサドラ・ダンカン: リリー＝ローズ・デップ - 若く才能のあるアメリカ人ダンサー。
- ガブリエル・ブロック: メラニー・ティエリー - ロイのマネジメント担当。
- ルイ・ドルセー伯爵: ギャスパー・ウリエル - ロイの才能を見抜いた没落貴族。
- エドゥアール・マルシャン（フランス語版）: フランソワ・ダミアン（フランス語版） - フォリー・ベルジェールの芸術監督。
- アルマン・デュポンシェル: ルイ＝ド・ドゥ・ランクザン - オペラ座の監督。
- ルベン: ドゥニ・メノーシェ - ロイの父親。
- リリ: アマンダ・プラマー - ロイの母親。
- ラド: ウィル・ヒューストン（英語版）
- 川上貞奴: 西川市女裕 - 日本からやって来た女優・舞踊家。

## 製作
ワイルドバンチは伝説的なダンサーであるロイ・フラーとその友人であるイサドラ・ダンカンを描いた映画『ザ・ダンサー』の国際的な権利を売却した。
ステファニー・ディ・ジューストが長編監督デビュー作として撮ることになった一方、当初はエル・ファニングがイサドラ・ダンカンにキャスティングされていた。
ディ・ジューストとトマ・ビデガン、サラ・チボーが脚本を執筆し、アラン・アタルが Les Productions du Trésor を通じ、 Les Films du Fleuveとワイルドバンチ、Sirena Filmとともに本作をプロデュースすることになった。ジョディ・スパーリングがクリエイティブ・コンサルタントとして制作に加わり、ロイのダンスを再現する振付師の他、ソーコのコーチを務めた。主要撮影は2015年9月28日に開始し、同年12月10日に完了した

## 作品の評価

### 映画批評家によるレビュー
アロシネによれば、フランスの30のメディアによる評価の平均点は5点満点中3.4点である。
Rotten Tomatoesによれば、29件の評論のうち高評価は59%にあたる17件で、平均点は10点満点中4.9点となっている。

### 受賞歴
| 映画賞         | 部門           | 対象者                 | 結果       |
| -------------- | -------------- | ---------------------- | ---------- |
| セザール賞     | 主演女優賞     | ソーコ                 | ノミネート |
| セザール賞     | 助演女優賞     | メラニー・ティエリー   | ノミネート |
| セザール賞     | 有望女優賞     | リリー＝ローズ・デップ | ノミネート |
| セザール賞     | 新人長編作品賞 |                        | ノミネート |
| セザール賞     | 衣裳デザイン賞 | アナイス・ロマン       | 受賞       |
| セザール賞     | 美術デザイン賞 | カルロス・コンティ     | ノミネート |
| リュミエール賞 | 主演女優賞     | ソーコ                 | ノミネート |
| リュミエール賞 | 有望女優賞     | リリー＝ローズ・デップ | ノミネート |
| リュミエール賞 | 新人作品賞     |                        | ノミネート |
| リュミエール賞 | 撮影賞         | ブノワ・デビエ         | ノミネート |